# Joseph Williams (wokalista)
Joseph Stanley Williams (ur. 1 września 1960 w Santa Monica, Kalifornia) – amerykański muzyk, wokalista zespołu muzycznego Toto.
Syn kompozytora muzyki filmowej Johna Williamsa i aktorki Barbary Ruick oraz wnuk aktorki Lurene Tuttle.

## Filmografia
- „Nathan East: For the Record” (2014, film dokumentalny, reżyseria: Chris Gero, David Maxwell)[2]